# Crazy Times!
| Recensione | Giudizio |
| ---------- | -------- |
| AllMusic   |          |

Crazy Times! è un album discografico di Gene Vincent, pubblicato dalla casa discografica Capitol Records nel marzo del 1960.

## Tracce

### LP
Lato A
1. Crazy Times – 2:05 (Paul Hampton, Burt T. Bacharach) – Registrato il 4 agosto 1959 al Capitol Recording Studio, Hollywood, California
2. She She Little Sheila – 2:22 (Jerry Merritt, Whitey Pullen) – Registrato il 3 agosto 1959 al Capitol Recording Studio, Hollywood, California
3. Darlene – 2:44 (Gene Vincent) – Registrato il 3 agosto 1959 al Capitol Recording Studio, Hollywood, California
4. Everybody's Got a Date But Me – 2:05 (Whitey Pullen) – Registrato il 6 agosto 1959 al Capitol Recording Studio, Hollywood, California
5. Why Don't You People Learn How to Drive – 1:58 (James Noble) – Registrato il 4 agosto 1959 al Capitol Recording Studio, Hollywood, California
6. Green Back Dollar – 2:18 (Gene Vincent) – Registrato il 4 agosto 1959 al Capitol Recording Studio, Hollywood, California

Lato B
1. Big Fat Saturday Night – 1:57 (Don Covay, John Berry, Luther Dixon) – Registrato il 5 agosto 1959 al Capitol Recording Studio, Hollywood, California
2. Mitchiko from Tokyo – 2:12 (Bobbie Carrol, Kirk Hansard) – Registrato il 6 agosto 1959 al Capitol Recording Studio, Hollywood, California
3. Hot Dollar – 2:22 (Ollie Jones) – Registrato il 5 agosto 1959 al Capitol Recording Studio, Hollywood, California
4. Ac-Cent-Tchu-Ate the Positive – 1:54 (Johnny Mercer, Harold Arlen) – Registrato il 3 agosto 1959 al Capitol Recording Studio, Hollywood, California
5. Blue Eyes Crying in the Rain – 2:13 (Fred Rose) – Registrato il 6 agosto 1959 al Capitol Recording Studio, Hollywood, California
6. Pretty Pearly – 2:22 (Gene Vincent) – Registrato il 3 agosto 1959 al Capitol Recording Studio, Hollywood, California

- Durata brani ricavati dalle note su vinili dell'album pubblicato dalla Capitol Records (7C 064-82073)

### CD
Edizione CD del 1999, pubblicato dalla Magic Records (5221542)
1. Crazy Times (versione stereo) (Paul Hampton, Burt T. Bacharach)
2. She She Little Sheila (versione stereo) (Jerry Merritt, Whitey Pullen)
3. Darlene (versione stereo) (Gene Vincent)
4. Everybody's Got a Date But Me (versione stereo) (Whitey Pullen)
5. Why Don't You People Learn to Drive (versione stereo) (James Noble)
6. Green Back Dollar (versione stereo) (Gene Vincent)
7. Big Fat Saturday Night (versione stereo) (Don Covay, John Berry, Luther Dixon)
8. Mitchiko from Tokyo (versione stereo) (Bobbie Carrol, Kirk Hansard)
9. Hot Dollar (versione stereo) (Ollie Jones)
10. Accentuate the Positive (versione stereo) (Johnny Mercer, Harold Arlen)
11. Blue Eyes Crying in the Rain (versione stereo) (Fred Rose)
12. Pretty Pearly (versione stereo) (Gene Vincent)
13. Wild Cat (versione stereo) (Aaron Schroeder, Wally Gold) – Traccia bonus
14. Right Here on Earth (versione stereo) (Charles Singleton) – Traccia bonus
15. Crazy Times (versione mono) (Paul Hampton, Burt T. Bacharach)
16. She She Little Sheila (versione mono) (Jerry Merritt, Whitey Pullen)
17. Darlene (versione mono) (Gene Vincent)
18. Everybody's Got a Date But Me (versione mono) (Whitey Pullen)
19. Why Don't You People Learn to Drive (versione mono) (James Noble)
20. Green Back Dollar (versione mono) (Tradizionale, arrangiamento di Gene Vincent)
21. Big Fat Saturday Night (versione mono) (Don Covay, John Berry, Luther Dixon)
22. Mitchiko from Tokyo (versione mono) (Bobbie Carrol, Kirk Hansard)
23. Hot Dollar (versione mono) (Ollie Jones)
24. Accentuate the Positive (versione mono) (Johnny Mercer, Harold Arlen)
25. Blue Eyes Crying in the Rain (versione mono) (Fred Rose)
26. Pretty Pearly (versione mono) (Gene Vincent)
27. Wild Cat (versione mono) (Aaron Schroeder, Wally Gold) – Traccia bonus
28. Right Here on Earth (versione mono) (Charles Singleton) – Traccia bonus

- Brani: Wild Cat e Right Here on Earth, registrati il 5 agosto 1959 (al Capitol Recording Studio, Hollywood, California)

## Formazione
- Gene Vincent - voce
- Whitey Pullen - chitarra
- Jerry Lee Merritt - chitarra
- Jimmy Pruett - piano
- Jackie Kelso - sassofono tenore
- Alexander Nelson - sassofono
- John Lee Parker - contrabbasso
- Sandy Nelson - batteria
- The Eligibles (gruppo vocale) - accompagnamento vocale, cori
- Kenny Nelson - produttore[3]

## Classifica
Album
| Anno | Classifica            | Posizione raggiunta |
| ---- | --------------------- | ------------------- |
| 1960 | Official Albums Chart | 12                  |

Singoli
| Anno | Titolo del brano      | Classifica             | Posizione raggiunta |
| ---- | --------------------- | ---------------------- | ------------------- |
| 1960 | Wild Cat              | Official Singles Chart | 21                  |
| 1961 | She She Little Sheila | Official Singles Chart | 22                  |